# Dalnie (obwód doniecki)
Dalnie (ukr. Дальнє) – wieś na Ukrainie, w obwodzie donieckim, w rejonie pokrowskim, w hromadzie Kurachowe. W 2001 liczyła 403 mieszkańców.